# 조지프 아크팔라
조지프 에네오조 아크팔라(영어: Joseph Eneojo Akpala, 1986년 8월 24일 ~ )는 나이지리아의 축구 감독이자 전 프로 축구 선수로, 포지션은 공격수였다. 아크팔라는 2022년부터 코르트레이크의 부감독을 맡아 2023년 9월, 에드워드 스틸 감독 해임과 글렌 드보크 감독 부임 사이에 한 경기의 감독을 맡았고, 2023년 11월, 드보크 감독 해임 이후 다시 감독직을 맡게 되었다.

## 구단 경력
아크팔라는 라고스 펩시 축구 아카데미의 출신이다. 그의 첫 프로 계약은 2003년 4월, 베닌시티의 디비전 1 클럽인 벤델 유나이티드와 체결되었다. 이후 2005년 2월, 나이지리아 프로페셔널 풋볼 리그 프리미어 디비전의 베닌시티 벤델 인슈어런스에 입단했다. 그는 19경기에서 13골을 넣으며 공동 최다 득점자로 마감할 예정이었다.
그 후 아크팔라는 2006년 1월, 벨기에 프로 리그의 스포르팅 샤를루아와 계약했다. 그는 등번호 27번 유니폼을 입었다. 2007-08년 시즌에는 18골로 득점왕 차트 1위를 차지하는 등 매우 성공적인 캠페인을 펼쳤다. 2008년 7월 18일, 아크팔라는 2013년까지 클뤼프 브뤼허와 계약을 체결했다.
2012년 8월 22일, 분데스리가 클럽 베르더 브레멘은 웨스트햄 유나이티드와 셀틱과의 경쟁 끝에 아크팔라와 계약했다. 2013년 8월 19일, 아크팔라는 EFL 챔피언십 팀 레딩과 함께 일주일간의 시범 경기를 시작했다.
2013년 9월 3일, 아크팔라는 튀르키예 클럽 카라뷔크스포르와 시즌 임대 계약을 체결했다. 2014년 계약이 영구적으로 체결되었고 그는 브레멘을 영원히 떠났다.
하지만 1년이 지난 2015년 7월, 벨기에로 돌아와 3년 계약으로 KV 오스텐더와 계약했다.
2021년 4월, 루마니아 클럽 디나모 부쿠레슈티에 입단하여 2020-21년 시즌이 끝날 때까지 계약을 체결했다.

## 국가대표팀 경력
아크팔라는 2008년 9월 6일, 남아프리카 공화국과의 경기에서 나이지리아 국가대표팀 데뷔 전을 치렀다. 2009년 6월, 그는 생테티엔에서 열린 프랑스와의 원정 경기에서 나이지리아 국가대표팀 첫 골을 넣으며 1-0으로 승리했다.
그는 2013년 FIFA 컨페더레이션스컵에서 나이지리아 국가대표팀에 발탁되었다.